# Foroa spiniloba
Foroa spiniloba är en insektsart som beskrevs av Rauno E. Linnavuori 1977. Foroa spiniloba ingår i släktet Foroa och familjen dvärgstritar. Inga underarter finns listade i Catalogue of Life.